# 光葉栗米草
光葉栗米草（学名：Mollugo verticillata）为粟米草科粟米草屬下的一个种。

## 扩展阅读
- 維基物種上的相關：光葉栗米草